# Dieter Kuprella
Dieter Kuprella (Gelsenkirchen, 5 febbraio 1946 – Leverkusen, 7 luglio 2025) è stato un cestista e allenatore di pallacanestro tedesco.

## Carriera
Con la Germania Ovest disputò i Giochi olimpici di Monaco 1972.

## Palmarès
- Campionato tedesco: 4

Bayer Leverkusen: 1969-70, 1970-71, 1971-72, 1975-76
- Coppa di Germania: 4

Bayer Leverkusen: 1970, 1971, 1974, 1976